# Randia vazquezii
Randia vazquezii es una especie de fanerógama de la familia Rubiaceae. Este taxón, pertenece al género Randia, el cual está constituido por unas 100 especies distribuidas en las regiones tropicales y subtropicales de América.

## Clasificación y descripción de la especie
Bejucos leñosos, armados y caducifolios, los tallos trepadores alcanzando hasta 20 m de altura con diámetros hasta de 18 cm. Hojas de pares iguales pecioladas, con láminas elípticas a ovado-elípticas, de 8 a 22 cm de largo por 7 a 11 cm de ancho. Inflorescencia terminal; flores estaminadas solitarias o pareadas, el cáliz tubular con 5 lóbulos, corola amarilla, el tubo de 6 cm de largo con 5 lóbulos; estambres 5, inclusos y lineares; estilos de 4 a 5 cm de largo y glabros. Flores pistiladas similares a las estaminadas con los lóbulos del cáliz foliáceos; el tubo de la corola de 5 cm de largo. Fruto terminal sésil muy similar a Randia tetracantha de las zonas secas del occidente de México, de la cual difiere en que la nueva especie tiene las hojas con el envés piloso, el hipantio esparcidamente piloso así como la cúpula del cáliz y los lóbulos de la corola de 3 a 5 cm de largo por hasta 1.5 cm de ancho.

## Distribución
Se localiza en México, en la zona del río Uxpanapa, y en la región de los Tuxtlas, en el estado de Veracruz y en la porción oriental del estado de Chiapas, cerca del límite con Guatemala y al norte de Oaxaca (Presa Temazcal).

## Hábitat
Crece desde los 60 a los 1000 m s.n.m., en sitios con rocas calizas y topografía kárstica, en vegetación de bosque tropical lluvioso.

## Estado de conservación
No se encuentra bajo ninguna categoría de riesgo en las normas mexicanas e internacionales (Norma Oficial Mexicana 059).